# 6525 Окастрон
6525 Окастрон (6525 Ocastron) — астероїд головного поясу, відкритий 20 вересня 1992 року.
Тіссеранів параметр щодо Юпітера — 3,467.